# マウグ島
マウグ島（マウグとう、Maug Island）は、マリアナ諸島北から二番目の島。モーグ島とも称する。

## 概要
北マリアナ諸島に属し、概略位置は北緯20度02分、東経144度14分。北北西67キロメートルにパハロス島、南東42キロメートルにアスンシオン島がある。サイパン島からは北へ約540キロメートルに位置する。
北島（North Island、最高点標高227メートル）、東島（East Island、同215メートル）、西島（West Island、同178メートル）の3つの小島から構成され、総面積は約2.0平方キロメートル。いずれも無人島である。これらの島は、かつての火山の外輪山に相当する。かつての火口カルデラは、3つの島の間の入り江となっている。
岩がちの土壌であるが、草や低木等の植生が存在する。東島にはココヤシも生えている。海鳥の営巣地である。海は透明度が高いために、水深約50メートルの所まで珊瑚礁が広がっている。北部諸島野生生物保護区域に指定されている。ナンヨウショウビンの一種（Halcyon chloris owstoni、ブッポウソウ目カワセミ科の鳥）、マリアナオオコウモリ（Pteropus mariannus）等の北限とされる。
1522年、スペインの探検家ゴンサロ・デ・エスピノーサ（Gonzalo de Espinoza）がこの島を訪れた時、約20名のチャモロ人がいたことを記録している。1695年以降、久しく無人島であったが、1939年から1944年まで日本の気象観測所および魚加工場がおかれていた。

## 交通
定期便はない。サイパン島から船またはヘリコプターのチャーターのみ。